# Lady Baffles and Detective Duck
Lady Baffles and Detective Duck foi um seriado estadunidense de 1915, na categoria comédia, com 11 episódios independentes, cada um mostrando uma aventura diferente. Estreou em 27 de maio de 1915, sob a direção de Allen Curtis, com o episódio “Lady Baffles and Detective Duck in the Great Egg Robbery”. Foi o único seriado produzido pela Powers Picture Plays.

## Sinopse
O seriado relatava as aventuras do Detetive Duck, que além de detetive era inventor, em suas tentativas de despistar Lady Baffles, uma amável trapaceira.

## Elenco
- Gale Henry… Lady Baffles
- Max Asher … Detetive Duck
- Billy Franey  … Chefe de Polícia (creditado como William Franey)
- Milburn Morante
- Lillian Peacock
- Dolly Ohnet
- Arthur Moon

## Episódios
- «Lady Baffles and Detective Duck in the Great Egg Robbery». , 27 de maio de 1915
- «Lady Baffles and Detective Duck in the Sign of the Sacred Safety Pin». , 10 de junho de 1915
- «Lady Baffles and Detective Duck in the 18 Carrot Mystery». , 24 de junho de 1915
- «Lady Baffles and Detective Duck in Baffles Aids Cupid». , 8 de julho de 1915
- «Lady Baffles and Detective Duck in the Signal of the Three Socks». , 22 de julho de 1915
- «Lady Baffles and Detective Duck in Saved by a Scent». , 3 de agosto de 1915
- «Lady Baffles and Detective Duck in the Dread Society of the Sacred Sausage». , 19 de agosto de 1915
- «Lady Baffles and Detective Duck in the Ore Mystery». , 30 de setembro de 1915
- «Lady Baffles and Detective Duck in When the Wets Went Dry». , 14 de outubro de 1915
- «Lady Baffles and Detective Duck in The Lost Roll». , 28 de outubro de 1915
- «Lady Baffles and Detective Duck in Kidnapping the King's Kids». , 25 de novembro de 1915